# Brezje pri Veliki Dolini
Brezje pri Veliki Dolini – wieś w Słowenii, w gminie Brežice. W 2018 roku liczyła 96 mieszkańców.